# Cydistomyia kamialiensis
Cydistomyia kamialiensis är en tvåvingeart som beskrevs av Candice M. Goodwin 1999. Cydistomyia kamialiensis ingår i släktet Cydistomyia och familjen bromsar. Inga underarter finns listade i Catalogue of Life.